# جيتوليو (لاعب كرة قدم مواليد 1947)
جيتوليو (بالبرتغالية: Getúlio Pedro Cruz‏) هو لاعب كرة قدم برازيلي في مركز حراسة المرمى، ولد في 13 ديسمبر 1947 في ساو باولو في البرازيل، وتوفي في 4 أبريل 2008. لعب مع نادي فيروفياريا.

## وصلات خارجية
- جيتوليو (لاعب كرة قدم مواليد 1947) على موقع أوليمبيديا (الإنجليزية)